# Dirham des Émirats arabes unis
Pour les articles homonymes, voir AED.
Le dirham émirati est la monnaie officielle des Émirats arabes unis. Le code ISO 4217 pour le dirham est AED, mais il est souvent noté DH ou Dhs. Un dirham est divisé en 100 fils.

## Historique
Le dirham est étymologiquement issu de la drachme grecque et a été frappé dans de nombreux pays méditerranéens, y compris en Al-Andalus, ce qui explique qu'il a pu servir de monnaie d'échange en Europe entre les Xe et XIIe siècles.
Le dirham est introduit aux Émirats arabes unis, en 1973, en remplacement (au taux de 1 pour 1) du rial du Qatar et de Dubaï qui était en circulation depuis 1966 dans tous les Émirats sauf Abou Dabi où le dirham a remplacé le dinar de Bahreïn (au taux de 1 dirham pour 0,1 dinar). Avant 1966, tous les Émirats utilisaient la roupie du Golfe et ont pendant une période de transition utilisé le riyal saoudien.

## Billets
Les billets de banque sont disponibles dans les dénominations de 5, 10, 20, 50, 100, 200, 500 et 1 000 dirhams. Le verso est écrit en arabe avec la numération arabe orientale ; le recto est en anglais avec des chiffres arabes.

## Pièces
Les pièces sont disponibles en valeur de 1, 5, 10, 25 ou 50 fils et 1 dirham. Leur dénomination est en numération arabe et leur description est en arabe également.

### Fraude
En août 2006, il est apparu que la pièce de un peso philippin est identique à celle de un dirham or un peso vaut sept fils, ce qui a donné lieu à une fraude massive dans les machines à sous du pays.

### Pièces commémoratives
Depuis 1976, de nombreuses pièces commémoratives ont été émises, célébrant les différents monarques et les différents anniversaires relatifs aux événements des Émirats arabes unis.

## Cours
Le 28 janvier 1978, le dirham a été officiellement aligné sur les droits de tirage spéciaux (DTS, code ISO 4217 XDR) du Fonds monétaire international, dans la pratique, il est aligné sur le dollar américain (code ISO 4217 USD) avec, depuis novembre 1997, un cours relativement fixe à 1 USD = 3,673 AED, soit environ 1 AED = 0,272 USD.
Cours du dirham émirati en euros sur 10 ans